# Sidney Sam
Sidney Sam (Quiel, 31 de janeiro de 1988) é um futebolista alemão que atua como meia. Filho de pai africano da Nigéria e mãe alemã de Kiel (Quiel). Atualmente joga pelo Schalke 04 da Alemanha.

## Carreira

### Início de carreira
Sidney Sam começou a jogar futebol no TuS Mettenhof, depois foi para o Kilia Kiel de sua cidade natal. No verão de 2002, Sam assinou com o principal rival do Kilia Kiel, o Holstein Kiel.
No início da temporada 2004–05, Sam fez testes nas categorias de base do Hamburgo, sendo aprovado, e em 2006, foi promovido para a segunda equipe. Na temporada 2007–08, ele foi promovido para a equipe principal do Hamburgo.
Em 20 de dezembro de 2007, ele fez sua estreia na Bundesliga contra o VfB Stuttgart quando entrou no lugar de David Jarolím. Na temporada 2008–09, Sam foi emprestado ao 1. FC Kaiserslautern, e em 1º de julho de 2009, emprestado por mais uma temporada.

### Bayer Leverkusen
Sam então se transferiu para o Bayer Leverkusen em 2010, assinando um contrato de cinco anos. Começou bem a temporada e em 8 de novembro de 2010, ele jogou contra o seu ex-clube, o 1. FC Kaiserslautern onde fez um gol, 1 a 0. Patrick Helmes, em seguida, completou o placar e fez o 2 a 1. Em 17 de fevereiro de 2011, ele marcou dois gols nos acréscimos para o Bayer na UEFA Europa League, em uma partida contra o Metalist Kharkiv.

### Schalke 04
Acertou com o Schalke 04, por 2,5 milhões.

## Seleção nacional
Sam atuou pelas seleções Sub-19, Sub-20 e Sub-21 da Alemanha. Em 16 de maio de 2013 foi convocado pela primeira vez pela seleção principal para amistosos que foram realizados nos Estados Unidos contra Equador e Estados Unidos.